# Marknadsviktat index
Ett marknadsviktat eller ett kapitalviktat index är ett aktieindex där bolagen viktas i förhållande till dess börsvärde. OMXSPI är ett exempel på ett marknadsviktat index.